# Veiligheidsmachtiging
Een veiligheidsmachtiging in België wordt toegekend aan personen die wegens beroepsredenen toegang nodig hebben tot geclassificeerde informatie, of informatie waarvan verkeerd gebruik schade kan veroorzaken 'aan een wezenlijk belang van België'. Deze machtigingen worden geregeld door de wet van 11 december 1998 betreffende de classificatie en de veiligheidsmachtigingen, veiligheidsattesten en veiligheidsadviezen.
Er zijn drie niveaus van veiligheidsmachtiging: vertrouwelijk, geheim, en zeer geheim. Zowel natuurlijke personen als rechtspersonen kunnen een veiligheidsmachtiging verkrijgen.
Veiligheidsmachtigingen worden verleend door de Nationale Veiligheidsoverheid, een onderdeel van de FOD Buitenlandse Zaken.